# Pterinopelma vitiosum
Pterinopelma vitiosum là một loài nhện trong họ Theraphosidae.
Loài này thuộc chi Pterinopelma. Pterinopelma vitiosum được miêu tả năm 1891 bởi Keyserling.